# エド・ハワード
エドワード・バーネル・ハワード4世（Edward Vernell Howard IV, 2002年1月28日 - ）は、 アメリカ合衆国イリノイ州クック郡リンウッド出身のプロ野球選手（遊撃手）。右投右打。MLBのシカゴ・カブス傘下所属。

## 経歴
2020年のMLBドラフト1巡目（全体16位）でシカゴ・カブスから指名され、プロ入り。なお、契約しない場合はオクラホマ大学へ進学の予定であった。この年は新型コロナウイルスの影響でマイナーリーグの試合が開催されなかったため、公式戦の出場は無かった。
2021年、傘下のA-級マートルビーチ・ペリカンズでプロデビュー。80試合に出場して打率.225、4本塁打、31打点、7盗塁を記録した。

## プレースタイル
高校時代にバスケットボールでも活躍した身体能力は遊撃守備でも発揮される。攻撃面では将来20本塁打20盗塁も可能という声もあるが、線の細さから打撃の評価は真っ二つに分かれている。